# Clemens von Bechtolsheim
Clemens Freiherr von Bechtolsheim (eigentlich Clemens Wenzeslaus Nikodemus Alexander Maria Freiherr von Mauchenheim gen. Bechtolsheim) (* 15. September 1852 in München; † 4. Juli 1930 ebenda) war ein deutscher Ingenieur und Erfinder.

## Leben
Clemens Wenzeslaus Nikodemus Alexander Maria Freiherr von Mauchenheim genannt Bechtolsheim war der dritte Sohn von Alexander Karl Leopold Freiherr von Mauchenheim gen. Bechtolsheim (1803–1852) und der Freifrau Karoline, geborene von Freyberg zu Eisenberg (1816–1886).
Auf erste Erfindungen wurde schon 1867 der Physiker Philipp von Jolly aufmerksam, der Bechtolsheim Privatunterricht verschaffte, um ihn für das Studium am Polytechnikum in München für das Fach Maschinenbau vorzubereiten. Hier lernte Bechtolsheim den Maschinenbauer Carl von Linde kennen. Gemeinsam befassten sie sich mit Kältetechnik und der Wärmepumpe. Mit Rudolf Diesel verband ihn bald eine enge Freundschaft.
Für die klassische Salzgewinnung in Salinen erkannte Bechtholsheim den hohen Energieaufwand und entwickelte die Methode der Vortrocknung mittels einer Zentrifuge und der Nachtrockung auf einer Horde. In einer Thüringer Saline verbesserte Bechtolsheim die damals bekannten Maschinen und Verfahren in vielen Details. Zentrifugen waren zu dem Zeitpunkt schon bei der Milchverarbeitung im Einsatz.
Er besaß insgesamt 44 Patente für seine Erfindungen. 1886 baute er den Alfa-Separator für Milchzentrifugen, der durch verfeinerte Tellereinsätze in der Scheidetrommel mehr Rahmabscheidung ermöglichte und umgehend in allen Geräten eingebaut wurde.
1889 heiratete Bechtolsheim in Augsburg Therese Gräfin Fugger zu Kirchberg und Weißenhorn. Seine Erfindungen fanden im Ausland stärkere Beachtung als in seinem Heimatland Deutschland. 1889 zog er kurz nach der Hochzeit nach Stockholm, wo zwei seiner drei Kinder geboren wurden.
Er arbeitete für die Stockholmer Firma Alpha-Laval. 1895 zog Bechtolsheim in die von ihm errichtete Jugendstilvilla in der Maria-Theresia-Straße 27 in München-Bogenhausen. Bis 1902 waren ca. 275.000 der Alfa-Zentrifugen verkauft. 1904 baute Bechtolsheim sein eigenes Werk, das Alphawerke Gauting, um dort seinen Separator herzustellen.
Clemens von Bechtolsheim gehörte dem Verein Deutscher Ingenieure (VDI) und dem Bayerischen  Bezirksverein des VDI an.

## Auszeichnungen
- 1890 Gustav-Wasa-Orden I. Klasse
- 1924 Dr. h.c. Technische Universität München

## Veröffentlichung
- Wie der Alfaseparator entstand. In: Süddeutsche Molkereizeitung. Festschrift 1920.